# European Rugby Champions Cup 2017/18

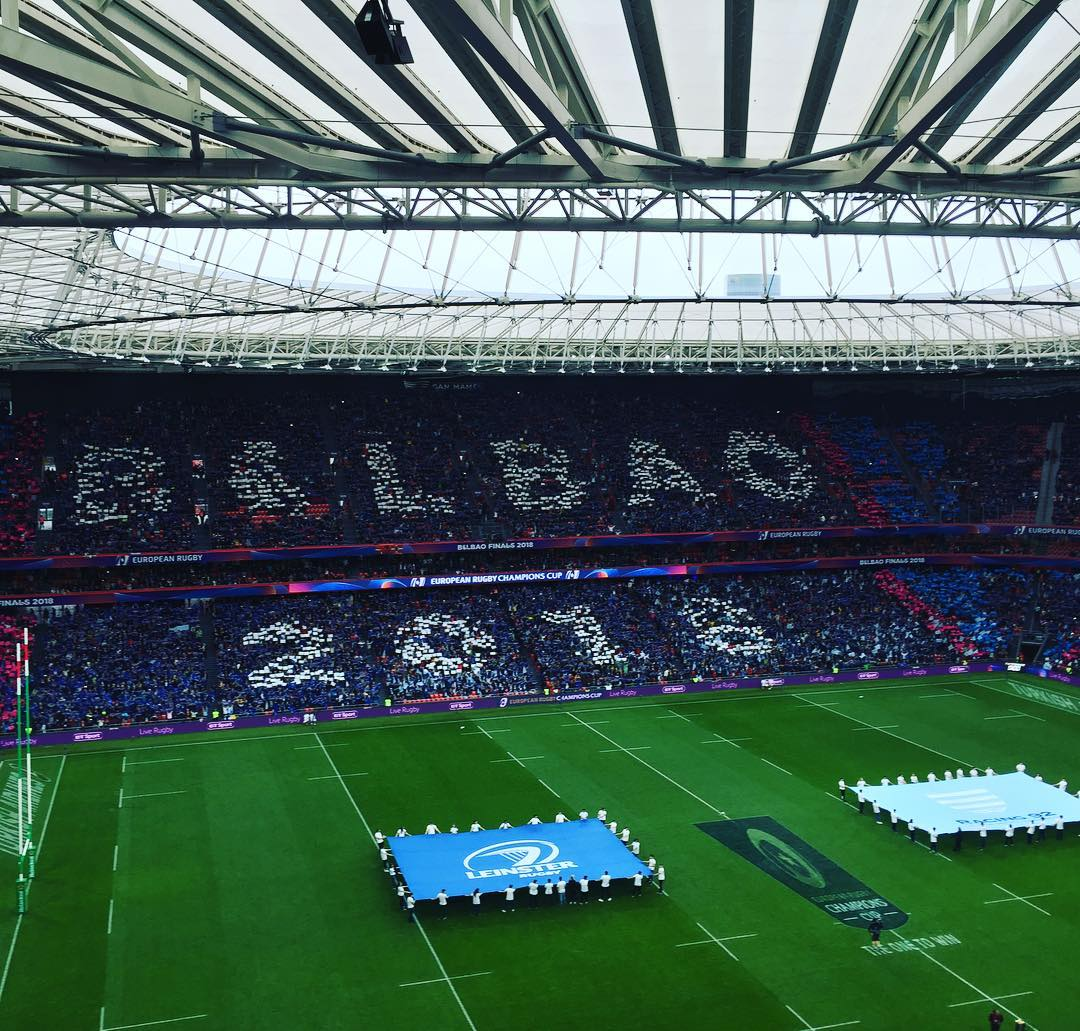
Finale des ERCC 2017/18 zwischen Leinster Rugby und Racing 92 in San Mamés, Bilbao

Der European Rugby Champions Cup 2017/18 war die vierte Ausgabe des European Rugby Champions Cup, des wichtigsten europäischen Pokalwettbewerbs im Rugby Union. Es waren 20 Teams aus sechs Ländern beteiligt. Der Wettbewerb begann am 13. Oktober 2017, das Finale fand am 12. Mai 2018 im San Mamés in Bilbao statt. Den Titel gewann das irische Team Leinster Rugby.

## Teilnehmer
Teilnahmeberechtigt waren folgende Teams:
- die sechs Bestplatzierten der English Premiership in England
- die sechs Bestplatzierten der Top 14 in Frankreich
- von der Pro12 jeweils das bestplatzierte Team aus Italien, Irland, Schottland und Wales
- zusätzlich von der Pro12 die drei besten, noch nicht berücksichtigten Teams gemäß Tabellenplatz
- der Gewinner eines Play-off-Wettbewerbs, in dem der Siebtplatzierte der Premiership und Top 14, sowie die Siebt- und Achtplatzierten der Pro12 teilnahmen; falls der Gewinner der European Rugby Challenge Cup 2016/17 sich nicht für den Champions Cup durch seine Ligaplatzierung qualifiziert war, nahm er an diesem Play-off teil

## Modus
Es gab fünf Gruppen mit je vier Teams. Jedes Team spielte je ein Heim- und ein Auswärtsspiel gegen die drei Gruppengegner. In der Gruppenphase erhielten die Teams:
- vier Punkte für einen Sieg
- zwei Punkte für ein Unentschieden
- einen Bonuspunkt bei vier oder mehr Versuchen
- einen Bonuspunkt bei einer Niederlage mit sieben oder weniger Punkten Differenz

Für das Viertelfinale qualifizierten sich die fünf Gruppensieger (nach Anzahl gewonnener Punkte auf den Plätzen 1–5 klassiert) und die drei besten Gruppenzweiten (auf den Plätzen 6–8 klassiert). Teams auf den Plätzen 1–4 hatten im Viertelfinale Heimrecht. Es spielten der Erste gegen den Achten, der Zweite gegen den Siebten, der Dritte gegen den Sechsten und der Vierte gegen den Fünften.

## Play-off
Die Siebt- bzw. Achtplatzierten der englischen Premiership und französischen Top 14 treffen auf den Siebt- und Achtplatzierten der Pro12 um die Ermittlung des letzten Teilnehmers in der Champions Cup.
Halbfinale
| 19. Mai 2017 18:00 MESZ | Stade Français  | 46 : 21 | Cardiff Blues | Stade Jean-Bouin, Paris Zuschauer: 4.767 Schiedsrichter: Greg Garner (England) |
| 19. Mai 2017 18:00 MESZ | (10:14) Bericht |         |               | Stade Jean-Bouin, Paris Zuschauer: 4.767 Schiedsrichter: Greg Garner (England) |

| 20. Mai 2017 16:00 WESZ | Northampton Saints | 21 : 15 | Connacht Rugby | Franklin’s Gardens, Northampton Zuschauer: 9.561 Schiedsrichter: Mathieu Raynal (Frankreich) |
| 20. Mai 2017 16:00 WESZ | (13:10) Bericht    |         |                | Franklin’s Gardens, Northampton Zuschauer: 9.561 Schiedsrichter: Mathieu Raynal (Frankreich) |

Finale
| 26. Mai 2017 19:45 WESZ | Northampton Saints | 23 : 22 | Stade Français | Franklin’s Gardens, Northampton Zuschauer: 10.273 Schiedsrichter: John Lacey (Irland) |
| 26. Mai 2017 19:45 WESZ | (9:22) Bericht     |         |                | Franklin’s Gardens, Northampton Zuschauer: 10.273 Schiedsrichter: John Lacey (Irland) |

## Auslosung
Die Teilnehmer wurden am 8. Juni 2017 in Neuchâtel den Vorrundengruppen zugelost. Die Setzreihenfolge basierte auf der Leistung in den jeweiligen Meisterschaften.
| Topf 1 | Exeter Chiefs | Scarlets         | ASM Clermont Auvergne     | Munster Rugby          | Wasps RFC          |
| Topf 2 | Saracens      | Leinster Rugby   | Stade Rochelais           | RC Toulon              | Racing 92          |
| Topf 3 | Bath Rugby    | Ulster Rugby     | Montpellier Hérault Rugby | Leicester Tigers       | Ospreys            |
| Topf 4 | Harlequins    | Glasgow Warriors | Castres Olympique         | Benetton Rugby Treviso | Northampton Saints |

## Gruppenphase

### Gruppe 1
|    | Team            | Spiele | Siege | Unent. | Ndlg. | Spiel- punkte | Diff. | Bonus- punkte | Tabellen- punkte |
| -- | --------------- | ------ | ----- | ------ | ----- | ------------- | ----- | ------------- | ---------------- |
| 1. | Stade Rochelais | 6      | 4     | 0      | 2     | 156:121       | + 35  | 4             | 20               |
| 2. | Wasps RFC       | 6      | 3     | 0      | 3     | 154:121       | + 33  | 5             | 17               |
| 3. | Ulster Rugby    | 6      | 4     | 0      | 2     | 132:118       | + 14  | 1             | 17               |
| 4. | Harlequins      | 6      | 1     | 0      | 5     | 106:188       | − 82  | 3             | 7                |

| 13. Oktober 2017 19:45 WESZ | Ulster Rugby  | 19 : 9 | Wasps RFC | Kingspan Stadium, Belfast Zuschauer: 15.291 Schiedsrichter: Ben Whitehouse (Wales) |
| 13. Oktober 2017 19:45 WESZ | (3:6) Bericht |        |           | Kingspan Stadium, Belfast Zuschauer: 15.291 Schiedsrichter: Ben Whitehouse (Wales) |

| 14. Oktober 2017 17:30 WESZ | Harlequins      | 27 : 34 | Stade Rochelais | The Stoop, London Zuschauer: 11.705 Schiedsrichter: Marius Mitrea (Italien) |
| 14. Oktober 2017 17:30 WESZ | (17:24) Bericht |         |                 | The Stoop, London Zuschauer: 11.705 Schiedsrichter: Marius Mitrea (Italien) |

| 22. Oktober 2017 16:15 MESZ | Stade Rochelais | 41 : 17 | Irland | Stade Marcel-Deflandre, La Rochelle Zuschauer: 16.000 Schiedsrichter: Nigel Owens (Wales) |
| 22. Oktober 2017 16:15 MESZ | (13:10) Bericht |         |        | Stade Marcel-Deflandre, La Rochelle Zuschauer: 16.000 Schiedsrichter: Nigel Owens (Wales) |

| 22. Oktober 2017 17:30 WESZ | Wasps RFC      | 41 : 10 | Harlequins | Ricoh Arena, Coventry Zuschauer: 12.806 Schiedsrichter: Mathieu Raynal (Frankreich) |
| 22. Oktober 2017 17:30 WESZ | (21:3) Bericht |         |            | Ricoh Arena, Coventry Zuschauer: 12.806 Schiedsrichter: Mathieu Raynal (Frankreich) |

| 10. Dezember 2017 13:00 WEZ | Harlequins    | 5 : 17 | Ulster Rugby | The Stoop, London Zuschauer: 8.327 Schiedsrichter: Pascal Gaüzère (Frankreich) |
| 10. Dezember 2017 13:00 WEZ | (0:8) Bericht |        |              | The Stoop, London Zuschauer: 8.327 Schiedsrichter: Pascal Gaüzère (Frankreich) |

| 10. Dezember 2017 14:00 MEZ | Stade Rochelais | 49 : 29 | Wasps RFC | Stade Marcel-Deflandre, La Rochelle Zuschauer: 16.000 Schiedsrichter: John Lacey (Irland) |
| 10. Dezember 2017 14:00 MEZ | (30:12) Bericht |         |           | Stade Marcel-Deflandre, La Rochelle Zuschauer: 16.000 Schiedsrichter: John Lacey (Irland) |

| 15. Dezember 2017 19:45 WEZ | Ulster Rugby    | 52 : 24 | Harlequins | Kingspan Stadium, Belfast Zuschauer: 15.646 Schiedsrichter: Alexandre Ruiz (Frankreich) |
| 15. Dezember 2017 19:45 WEZ | (16:12) Bericht |         |            | Kingspan Stadium, Belfast Zuschauer: 15.646 Schiedsrichter: Alexandre Ruiz (Frankreich) |

| 17. Dezember 2017 13:00 WEZ | Wasps RFC     | 21 : 3 | Stade Rochelais | Ricoh Arena, Coventry Zuschauer: 12.931 Schiedsrichter: George Clancy (Irland) |
| 17. Dezember 2017 13:00 WEZ | (7:0) Bericht |        |                 | Ricoh Arena, Coventry Zuschauer: 12.931 Schiedsrichter: George Clancy (Irland) |

| 13. Januar 2018 17:30 WEZ | Harlequins      | 33 : 28 | Wasps RFC | The Stoop, London Zuschauer: 10.354 Schiedsrichter: Romain Poite (Frankreich) |
| 13. Januar 2018 17:30 WEZ | (12:21) Bericht |         |           | The Stoop, London Zuschauer: 10.354 Schiedsrichter: Romain Poite (Frankreich) |

| 13. Januar 2018 13:00 WEZ | Ulster Rugby   | 20 : 13 | Stade Rochelais | Kingspan Stadium, Belfast Zuschauer: 15.004 Schiedsrichter: Wayne Barnes (England) |
| 13. Januar 2018 13:00 WEZ | (10:6) Bericht |         |                 | Kingspan Stadium, Belfast Zuschauer: 15.004 Schiedsrichter: Wayne Barnes (England) |

| 21. Januar 2018 15:15 WEZ | Wasps RFC      | 26 : 7 | Ulster Rugby | Ricoh Arena, Coventry Zuschauer: 13.124 Schiedsrichter: Jérôme Garcès (Frankreich) |
| 21. Januar 2018 15:15 WEZ | (14:7) Bericht |        |              | Ricoh Arena, Coventry Zuschauer: 13.124 Schiedsrichter: Jérôme Garcès (Frankreich) |

| 21. Januar 2018 16:15 MEZ | Stade Rochelais | 16 : 7 | Harlequins | Stade Marcel-Deflandre, La Rochelle Zuschauer: 16.000 Schiedsrichter: George Clancy (Irland) |
| 21. Januar 2018 16:15 MEZ | (13:0) Bericht  |        |            | Stade Marcel-Deflandre, La Rochelle Zuschauer: 16.000 Schiedsrichter: George Clancy (Irland) |

### Gruppe 2
|    | Team                  | Spiele | Siege | Unent. | Ndlg. | Spiel- punkte | Diff. | Bonus- punkte | Tabellen- punkte |
| -- | --------------------- | ------ | ----- | ------ | ----- | ------------- | ----- | ------------- | ---------------- |
| 1. | ASM Clermont Auvergne | 6      | 5     | 0      | 1     | 165:104       | + 61  | 2             | 22               |
| 2. | Saracens              | 6      | 3     | 1      | 2     | 205:146       | + 69  | 4             | 18               |
| 3. | Ospreys               | 6      | 2     | 1      | 3     | 152:148       | + 4   | 5             | 15               |
| 4. | Northampton Saints    | 6      | 1     | 0      | 5     | 115:239       | − 134 | 2             | 6                |

| 15. Oktober 2017 17:30 WESZ | Northampton Saints | 13 : 57 | Saracens | Franklin’s Gardens, Northampton Zuschauer: 13.320 Schiedsrichter: Pascal Gaüzère (Frankreich) |
| 15. Oktober 2017 17:30 WESZ | (6:29) Bericht     |         |          | Franklin’s Gardens, Northampton Zuschauer: 13.320 Schiedsrichter: Pascal Gaüzère (Frankreich) |

| 15. Oktober 2017 17:30 WESZ | Ospreys        | 21 : 26 | ASM Clermont Auvergne | Liberty Stadium, Swansea Zuschauer: 7.458 Schiedsrichter: Andrew Brace (Irland) |
| 15. Oktober 2017 17:30 WESZ | (7:20) Bericht |         |                       | Liberty Stadium, Swansea Zuschauer: 7.458 Schiedsrichter: Andrew Brace (Irland) |

| 21. Oktober 2017 16:15 MESZ | ASM Clermont Auvergne | 24 : 7 | Northampton Saints | Stade Marcel-Michelin, Clermont-Ferrand Zuschauer: 18.444 Schiedsrichter: Ben Whitehouse (Wales) |
| 21. Oktober 2017 16:15 MESZ | (14:0) Bericht        |        |                    | Stade Marcel-Michelin, Clermont-Ferrand Zuschauer: 18.444 Schiedsrichter: Ben Whitehouse (Wales) |

| 21. Oktober 2017 19:45 WESZ | Saracens        | 36 : 34 | Ospreys | Allianz Park, London Zuschauer: 9.045 Schiedsrichter: Marius Mitrea (Italien) |
| 21. Oktober 2017 19:45 WESZ | (17:17) Bericht |         |         | Allianz Park, London Zuschauer: 9.045 Schiedsrichter: Marius Mitrea (Italien) |

| 9. Dezember 2017 17:30 WEZ | Northampton Saints | 32 : 43 | Ospreys | Franklin’s Gardens, Northampton Zuschauer: 8.105 Schiedsrichter: Alexandre Ruiz (Frankreich) |
| 9. Dezember 2017 17:30 WEZ | (3:17) Bericht     |         |         | Franklin’s Gardens, Northampton Zuschauer: 8.105 Schiedsrichter: Alexandre Ruiz (Frankreich) |

| 11. Dezember 2017 17:30 WEZ | Saracens       | 14 : 46 | ASM Clermont Auvergne | Allianz Park, London Zuschauer: 2.811 Schiedsrichter: Nigel Owens (Wales) |
| 11. Dezember 2017 17:30 WEZ | (7:14) Bericht |         |                       | Allianz Park, London Zuschauer: 2.811 Schiedsrichter: Nigel Owens (Wales) |

Das Spiel hätte ursprünglich am 10. Dezember stattfinden sollen. Nach heftigem Schneetreiben wurde es aus Sicherheitsgründen um einen Tag verschoben.
| 17. Dezember 2017 16:15 MEZ | ASM Clermont Auvergne | 24 : 21 | Saracens | Stade Marcel-Michelin, Clermont-Ferrand Zuschauer: 18.808 Schiedsrichter: Andrew Brace (Irland) |
| 17. Dezember 2017 16:15 MEZ | (12:13) Bericht       |         |          | Stade Marcel-Michelin, Clermont-Ferrand Zuschauer: 18.808 Schiedsrichter: Andrew Brace (Irland) |

| 17. Dezember 2017 15:15 WEZ | Ospreys        | 32 : 15 | Northampton Saints | Liberty Stadium, Swansea Zuschauer: 6.947 Schiedsrichter: Marius Mitrea (Italien) |
| 17. Dezember 2017 15:15 WEZ | (11:0) Bericht |         |                    | Liberty Stadium, Swansea Zuschauer: 6.947 Schiedsrichter: Marius Mitrea (Italien) |

| 13. Januar 2018 17:30 WEZ | Northampton Saints | 34 : 21 | ASM Clermont Auvergne | Franklin’s Gardens, Northampton Zuschauer: 8.253 Schiedsrichter: George Clancy (Irland) |
| 13. Januar 2018 17:30 WEZ | (10:15) Bericht    |         |                       | Franklin’s Gardens, Northampton Zuschauer: 8.253 Schiedsrichter: George Clancy (Irland) |

| 13. Januar 2018 19:45 WEZ | Ospreys       | 15 : 15 | Saracens | Liberty Stadium, Swansea Zuschauer: 9.158 Schiedsrichter: John Lacey (Irland) |
| 13. Januar 2018 19:45 WEZ | (6:9) Bericht |         |          | Liberty Stadium, Swansea Zuschauer: 9.158 Schiedsrichter: John Lacey (Irland) |

| 20. Januar 2018 15:15 WEZ | Saracens        | 62 : 14 | Northampton Saints | Allianz Park, London Zuschauer: 10.000 Schiedsrichter: Mathieu Raynal (Frankreich) |
| 20. Januar 2018 15:15 WEZ | (36:14) Bericht |         |                    | Allianz Park, London Zuschauer: 10.000 Schiedsrichter: Mathieu Raynal (Frankreich) |

| 20. Januar 2018 16:15 MEZ | ASM Clermont Auvergne | 24 : 7 | Ospreys | Stade Marcel-Michelin, Clermont-Ferrand Zuschauer: 18.007 Schiedsrichter: JP Doyle (England) |
| 20. Januar 2018 16:15 MEZ | (13:0) Bericht        |        |         | Stade Marcel-Michelin, Clermont-Ferrand Zuschauer: 18.007 Schiedsrichter: JP Doyle (England) |

### Gruppe 3
|    | Team                      | Spiele | Siege | Unent. | Ndlg. | Spiel- punkte | Diff. | Bonus- punkte | Tabellen- punkte |
| -- | ------------------------- | ------ | ----- | ------ | ----- | ------------- | ----- | ------------- | ---------------- |
| 1. | Leinster Rugby            | 6      | 6     | 0      | 0     | 176:93        | + 83  | 3             | 27               |
| 2. | Exeter Chiefs             | 6      | 3     | 0      | 3     | 138:117       | + 21  | 3             | 15               |
| 3. | Montpellier Hérault Rugby | 6      | 2     | 0      | 4     | 130:163       | − 33  | 5             | 13               |
| 4. | Glasgow Warriors          | 6      | 1     | 0      | 5     | 128:199       | − 71  | 3             | 7                |

| 14. Oktober 2017 13:00 WESZ | Leinster Rugby | 24 : 17 | Montpellier Hérault Rugby | RDS Arena, Dublin Zuschauer: 15.995 Schiedsrichter: Wayne Barnes (England) |
| 14. Oktober 2017 13:00 WESZ | (12:7) Bericht |         |                           | RDS Arena, Dublin Zuschauer: 15.995 Schiedsrichter: Wayne Barnes (England) |

| 14. Oktober 2017 19:45 WESZ | Exeter Chiefs   | 24 : 15 | Glasgow Warriors | Sandy Park, Exeter Zuschauer: 10.672 Schiedsrichter: Alexandre Ruiz (Frankreich) |
| 14. Oktober 2017 19:45 WESZ | (14:10) Bericht |         |                  | Sandy Park, Exeter Zuschauer: 10.672 Schiedsrichter: Alexandre Ruiz (Frankreich) |

| 21. Oktober 2017 13:00 WESZ | Glasgow Warriors | 18 : 34 | Leinster Rugby | Scotstoun Stadium, Glasgow Zuschauer: 7.351 Schiedsrichter: Jérôme Garcès (Frankreich) |
| 21. Oktober 2017 13:00 WESZ | (10:17) Bericht  |         |                | Scotstoun Stadium, Glasgow Zuschauer: 7.351 Schiedsrichter: Jérôme Garcès (Frankreich) |

| 22. Oktober 2017 14:00 MESZ | Montpellier Hérault Rugby | 24 : 27 | Exeter Chiefs | Altrad Stadium, Montpellier Zuschauer: 9.541 Schiedsrichter: John Lacey (Irland) |
| 22. Oktober 2017 14:00 MESZ | (17:10) Bericht           |         |               | Altrad Stadium, Montpellier Zuschauer: 9.541 Schiedsrichter: John Lacey (Irland) |

| 8. Dezember 2017 14:00 MEZ | Montpellier Hérault Rugby | 22 : 29 | Glasgow Warriors | Altrad Stadium, Montpellier Zuschauer: 7.351 Schiedsrichter: Matthew Carley (England) |
| 8. Dezember 2017 14:00 MEZ | (17:19) Bericht           |         |                  | Altrad Stadium, Montpellier Zuschauer: 7.351 Schiedsrichter: Matthew Carley (England) |

| 10. Dezember 2017 15:15 WEZ | Exeter Chiefs | 8 : 18 | Leinster Rugby | Sandy Park, Exeter Zuschauer: 12.606 Schiedsrichter: Romain Poite (Frankreich) |
| 10. Dezember 2017 15:15 WEZ | (3:8) Bericht |        |                | Sandy Park, Exeter Zuschauer: 12.606 Schiedsrichter: Romain Poite (Frankreich) |

| 16. Dezember 2017 14:00 MEZ | Montpellier Hérault Rugby | 36 : 26 | Glasgow Warriors | Altrad Stadium, Montpellier Zuschauer: 11.000 Schiedsrichter: JP Doyle (England) |
| 16. Dezember 2017 14:00 MEZ | (14:19) Bericht           |         |                  | Altrad Stadium, Montpellier Zuschauer: 11.000 Schiedsrichter: JP Doyle (England) |

| 16. Dezember 2017 15:15 WEZ | Leinster Rugby | 22 : 17 | Exeter Chiefs | Aviva Stadium, Dublin Zuschauer: 40.064 Schiedsrichter: Pascal Gaüzère (Frankreich) |
| 16. Dezember 2017 15:15 WEZ | (9:17) Bericht |         |               | Aviva Stadium, Dublin Zuschauer: 40.064 Schiedsrichter: Pascal Gaüzère (Frankreich) |

| 13. Januar 2018 15:15 WEZ | Exeter Chiefs | 41 : 10 | Montpellier Hérault Rugby | Sandy Park, Exeter Zuschauer: 11.427 Schiedsrichter: Nigel Owens (Wales) |
| 13. Januar 2018 15:15 WEZ | (7:0) Bericht |         |                           | Sandy Park, Exeter Zuschauer: 11.427 Schiedsrichter: Nigel Owens (Wales) |

| 14. Januar 2018 13:00 WEZ | Leinster Rugby | 55 : 19 | Glasgow Warriors | RDS Arena, Dublin Zuschauer: 15.947 Schiedsrichter: Marius Mitrea (Italien) |
| 14. Januar 2018 13:00 WEZ | (34:7) Bericht |         |                  | RDS Arena, Dublin Zuschauer: 15.947 Schiedsrichter: Marius Mitrea (Italien) |

| 20. Januar 2018 13:00 WEZ | Glasgow Warriors | 28 : 21 | Exeter Chiefs | Scotstoun Stadium, Glasgow Zuschauer: 7.351 Schiedsrichter: Romain Poite (Frankreich) |
| 20. Januar 2018 13:00 WEZ | (7:7) Bericht    |         |               | Scotstoun Stadium, Glasgow Zuschauer: 7.351 Schiedsrichter: Romain Poite (Frankreich) |

| 20. Januar 2018 14:00 WEZ | Montpellier Hérault Rugby | 14 : 23 | Leinster Rugby | Altrad Stadium, Montpellier Zuschauer: 8.250 Schiedsrichter: Luke Pearce (England) |
| 20. Januar 2018 14:00 WEZ | (14:8) Bericht            |         |                | Altrad Stadium, Montpellier Zuschauer: 8.250 Schiedsrichter: Luke Pearce (England) |

### Gruppe 4
|    | Team              | Spiele | Siege | Unent. | Ndlg. | Spiel- punkte | Diff. | Bonus- punkte | Tabellen- punkte |
| -- | ----------------- | ------ | ----- | ------ | ----- | ------------- | ----- | ------------- | ---------------- |
| 1. | Munster Rugby     | 6      | 4     | 1      | 1     | 167:87        | + 80  | 3             | 21               |
| 2. | Racing 92         | 6      | 4     | 0      | 2     | 128:105       | + 23  | 3             | 19               |
| 3. | Castres Olympique | 6      | 2     | 1      | 3     | 111:154       | − 43  | 2             | 12               |
| 4. | Leicester Tigers  | 6      | 1     | 0      | 5     | 118:171       | − 53  | 3             | 7                |

| 13. Oktober 2017 19:45 MESZ | Racing 92       | 22 : 18 | Leicester Tigers | Stade Olympique Yves-du-Manoir, Colombes Zuschauer: 9.333 Schiedsrichter: John Lacey (Irland) |
| 13. Oktober 2017 19:45 MESZ | (19:15) Bericht |         |                  | Stade Olympique Yves-du-Manoir, Colombes Zuschauer: 9.333 Schiedsrichter: John Lacey (Irland) |

| 15. Oktober 2017 14:00 WESZ | Castres Olympique | 17 : 17 | Munster Rugby | Stade Pierre-Antoine, Castres Zuschauer: 9.577 Schiedsrichter: Matthew Carley (England) |
| 15. Oktober 2017 14:00 WESZ | (14:10) Bericht   |         |               | Stade Pierre-Antoine, Castres Zuschauer: 9.577 Schiedsrichter: Matthew Carley (England) |

| 21. Oktober 2017 17:30 WESZ | Leicester Tigers | 54 : 29 | Castres Olympique | Welford Road Stadium, Leicester Zuschauer: 18.304 Schiedsrichter: George Clancy (Irland) |
| 21. Oktober 2017 17:30 WESZ | (35:3) Bericht   |         |                   | Welford Road Stadium, Leicester Zuschauer: 18.304 Schiedsrichter: George Clancy (Irland) |

| 21. Oktober 2017 17:30 WESZ | Munster Rugby | 14 : 7 | Racing 92 | Thomond Park, Limerick Zuschauer: 22.054 Schiedsrichter: JP Doyle (England) |
| 21. Oktober 2017 17:30 WESZ | (0:0) Bericht |        |           | Thomond Park, Limerick Zuschauer: 22.054 Schiedsrichter: JP Doyle (England) |

| 9. Dezember 2017 18:30 MEZ | Castres Olympique | 16 : 13 | Racing 92 | Stade Pierre-Antoine, Castres Zuschauer: 8.538 Schiedsrichter: Luke Pearce (England) |
| 9. Dezember 2017 18:30 MEZ | (6:6) Bericht     |         |           | Stade Pierre-Antoine, Castres Zuschauer: 8.538 Schiedsrichter: Luke Pearce (England) |

| 9. Dezember 2017 19:45 WEZ | Munster Rugby  | 33 : 10 | Leicester Tigers | Thomond Park, Limerick Zuschauer: 23.503 Schiedsrichter: Jérôme Garcès (Frankreich) |
| 9. Dezember 2017 19:45 WEZ | (23:3) Bericht |         |                  | Thomond Park, Limerick Zuschauer: 23.503 Schiedsrichter: Jérôme Garcès (Frankreich) |

| 16. Dezember 2017 16:15 MEZ | Racing 92      | 29 : 7 | Castres Olympique | Stade Olympique Yves-du-Manoir, Colombes Zuschauer: 9.067 Schiedsrichter: Wayne Barnes (England) |
| 16. Dezember 2017 16:15 MEZ | (17:7) Bericht |        |                   | Stade Olympique Yves-du-Manoir, Colombes Zuschauer: 9.067 Schiedsrichter: Wayne Barnes (England) |

| 17. Dezember 2017 17:30 WEZ | Leicester Tigers | 16 : 25 | Munster Rugby | Welford Road Stadium, Leicester Zuschauer: 23.100 Schiedsrichter: Mathieu Raynal (Frankreich) |
| 17. Dezember 2017 17:30 WEZ | (10:12) Bericht  |         |               | Welford Road Stadium, Leicester Zuschauer: 23.100 Schiedsrichter: Mathieu Raynal (Frankreich) |

| 14. Januar 2018 16:15 MEZ | Racing 92      | 34 : 30 | Munster Rugby | U Arena, Nanterre Zuschauer: 16.155 Schiedsrichter: Matthew Carley (England) |
| 14. Januar 2018 16:15 MEZ | (13:7) Bericht |         |               | U Arena, Nanterre Zuschauer: 16.155 Schiedsrichter: Matthew Carley (England) |

| 14. Januar 2018 18:30 MEZ | Castres Olympique | 39 : 0 | Leicester Tigers | Stade Pierre-Antoine, Castres Zuschauer: 8.400 Schiedsrichter: Andrew Brace (Irland) |
| 14. Januar 2018 18:30 MEZ | (27:0) Bericht    |        |                  | Stade Pierre-Antoine, Castres Zuschauer: 8.400 Schiedsrichter: Andrew Brace (Irland) |

| 21. Januar 2018 13:00 WEZ | Leicester Tigers | 20 : 23 | Racing 92 | Welford Road Stadium, Leicester Zuschauer: 18.165 Schiedsrichter: Nigel Owens (Wales) |
| 21. Januar 2018 13:00 WEZ | (9:14) Bericht   |         |           | Welford Road Stadium, Leicester Zuschauer: 18.165 Schiedsrichter: Nigel Owens (Wales) |

| 21. Januar 2018 13:00 WEZ | Munster Rugby  | 48 : 3 | Castres Olympique | Thomond Park, Limerick Zuschauer: 23.116 Schiedsrichter: Ben Whitehouse (Wales) |
| 21. Januar 2018 13:00 WEZ | (13:3) Bericht |        |                   | Thomond Park, Limerick Zuschauer: 23.116 Schiedsrichter: Ben Whitehouse (Wales) |

### Gruppe 5
|    | Team                   | Spiele | Siege | Unent. | Ndlg. | Spiel- punkte | Diff. | Bonus- punkte | Tabellen- punkte |
| -- | ---------------------- | ------ | ----- | ------ | ----- | ------------- | ----- | ------------- | ---------------- |
| 1. | Scarlets               | 6      | 4     | 0      | 2     | 162:123       | + 39  | 5             | 21               |
| 2. | RC Toulon              | 6      | 4     | 0      | 2     | 159:125       | + 34  | 3             | 19               |
| 3. | Bath Rugby             | 6      | 4     | 0      | 2     | 151:121       | + 30  | 2             | 18               |
| 4. | Benetton Rugby Treviso | 6      | 0     | 0      | 6     | 97:200        | − 103 | 4             | 4                |

| 14. Oktober 2017 17:30 WESZ | Bath Rugby     | 23 : 0 | Benetton Rugby Treviso | Recreation Ground, Bath Zuschauer: 13.160 Schiedsrichter: Mike Adamson (Schottland) |
| 14. Oktober 2017 17:30 WESZ | (13:0) Bericht |        |                        | Recreation Ground, Bath Zuschauer: 13.160 Schiedsrichter: Mike Adamson (Schottland) |

| 15. Oktober 2017 16:15 MESZ | RC Toulon      | 21 : 20 | Scarlets | Stade Mayol, Toulon Zuschauer: 13.882 Schiedsrichter: Luke Pearce (England) |
| 15. Oktober 2017 16:15 MESZ | (18:3) Bericht |         |          | Stade Mayol, Toulon Zuschauer: 13.882 Schiedsrichter: Luke Pearce (England) |

| 20. Oktober 2017 19:45 WESZ | Scarlets        | 13 : 18 | Bath Rugby | Parc y Scarlets, Llanelli Zuschauer: 11.479 Schiedsrichter: Romain Poite (Frankreich) |
| 20. Oktober 2017 19:45 WESZ | (10:12) Bericht |         |            | Parc y Scarlets, Llanelli Zuschauer: 11.479 Schiedsrichter: Romain Poite (Frankreich) |

| 21. Oktober 2017 16:15 MESZ | Benetton Rugby Treviso | 29 : 30 | RC Toulon | Stadio Comunale di Monigo, Treviso Zuschauer: 5.000 Schiedsrichter: Matthew Carley (England) |
| 21. Oktober 2017 16:15 MESZ | (14:13) Bericht        |         |           | Stadio Comunale di Monigo, Treviso Zuschauer: 5.000 Schiedsrichter: Matthew Carley (England) |

| 9. Dezember 2017 13:00 WEZ | Scarlets        | 33 : 28 | Benetton Rugby Treviso | Parc y Scarlets, Llanelli Zuschauer: 6.856 Schiedsrichter: Mathieu Raynal (Frankreich) |
| 9. Dezember 2017 13:00 WEZ | (21:14) Bericht |         |                        | Parc y Scarlets, Llanelli Zuschauer: 6.856 Schiedsrichter: Mathieu Raynal (Frankreich) |

| 9. Dezember 2017 16:15 MEZ | RC Toulon      | 24 : 20 | Bath Rugby | Stade Mayol, Toulon Zuschauer: 13.541 Schiedsrichter: Andrew Brace (Irland) |
| 9. Dezember 2017 16:15 MEZ | (7:13) Bericht |         |            | Stade Mayol, Toulon Zuschauer: 13.541 Schiedsrichter: Andrew Brace (Irland) |

| 16. Dezember 2017 14:00 MEZ | Benetton Rugby Treviso | 12 : 31 | Scarlets | Stadio Comunale di Monigo, Treviso Zuschauer: 2.600 Schiedsrichter: Romain Poite (Frankreich) |
| 16. Dezember 2017 14:00 MEZ | (0:24) Bericht         |         |          | Stadio Comunale di Monigo, Treviso Zuschauer: 2.600 Schiedsrichter: Romain Poite (Frankreich) |

| 16. Dezember 2017 16:15 WEZ | Bath Rugby      | 26 : 21 | RC Toulon | Recreation Ground, Bath Zuschauer: 14.422 Schiedsrichter: Nigel Owens (Wales) |
| 16. Dezember 2017 16:15 WEZ | (23:13) Bericht |         |           | Recreation Ground, Bath Zuschauer: 14.422 Schiedsrichter: Nigel Owens (Wales) |

| 12. Januar 2018 19:45 WEZ | Bath Rugby     | 17 : 35 | Scarlets | Recreation Ground, Bath Zuschauer: 13.822 Schiedsrichter: Jérôme Garcès (Frankreich) |
| 12. Januar 2018 19:45 WEZ | (3:22) Bericht |         |          | Recreation Ground, Bath Zuschauer: 13.822 Schiedsrichter: Jérôme Garcès (Frankreich) |

| 14. Januar 2018 14:00 MEZ | RC Toulon      | 36 : 0 | Benetton Rugby Treviso | Stade Mayol, Toulon Zuschauer: 13.489 Schiedsrichter: Luke Pearce (England) |
| 14. Januar 2018 14:00 MEZ | (10:0) Bericht |        |                        | Stade Mayol, Toulon Zuschauer: 13.489 Schiedsrichter: Luke Pearce (England) |

| 20. Januar 2018 17:30 WEZ | Scarlets        | 30 : 27 | RC Toulon | Parc y Scarlets, Llanelli Zuschauer: 14.476 Schiedsrichter: Wayne Barnes (England) |
| 20. Januar 2018 17:30 WEZ | (27:21) Bericht |         |           | Parc y Scarlets, Llanelli Zuschauer: 14.476 Schiedsrichter: Wayne Barnes (England) |

| 20. Januar 2018 18:30 MEZ | Benetton Rugby Treviso | 28 : 47 | Bath Rugby | Stadio Comunale di Monigo, Treviso Zuschauer: 3.300 Schiedsrichter: Pascal Gaüzère (Frankreich) |
| 20. Januar 2018 18:30 MEZ | (7:35) Bericht         |         |            | Stadio Comunale di Monigo, Treviso Zuschauer: 3.300 Schiedsrichter: Pascal Gaüzère (Frankreich) |

## K.-o.-Runde

### Setzliste
1. Leinster Rugby
2. ASM Clermont Auvergne
3. Munster Rugby
4. Scarlets
5. Stade Rochelais
6. RC Toulon
7. Racing 92
8. Saracens

### Viertelfinale
| 30. März 2018 17:30 WESZ | Scarlets | 29 : 17         | Stade Rochelais                                                                                            | Parc y Scarlets, Llanelli Zuschauer: 15.373 Schiedsrichter: Luke Pearce (England) |
| 30. März 2018 17:30 WESZ | Versuche: Patchell 60. erh. S. Williams 75. erh. Erhöhungen: Halfpenny (2/2) Straftritte: Halfpenny (5/6) 4., 11., 18., 25., 45. | (12:10) Bericht | Versuche: Sazy 8. erh. Boudehent 80. erh. Erhöhungen: Balès (1/1) Noble (1/1) Straftritte: Balès (1/1) 40. | Parc y Scarlets, Llanelli Zuschauer: 15.373 Schiedsrichter: Luke Pearce (England) |

| 31. März 2018 15:15 WESZ | Munster Rugby                                                                                           | 20 : 19        | RC Toulon | Thomond Park, Limerick Zuschauer: 26.265 Schiedsrichter: Nigel Owens (Wales) |
| 31. März 2018 15:15 WESZ | Versuche: Murray 27. erh. Conway 74. erh. Erhöhungen: Keatley (2/2) Straftritte: Keatley (2/2) 31., 55. | (10:6) Bericht | Versuche: Ashton 64. erh. Erhöhungen: Trinh-Duc (1/1) Straftritte: Belleau (1/1) 9. Trinh-Duc (2/2) 60., 67. Dropgoals: Belleau (1/1) 18. | Thomond Park, Limerick Zuschauer: 26.265 Schiedsrichter: Nigel Owens (Wales) |

| 1. April 2018 14:00 MESZ | ASM Clermont Auvergne                                                 | 17 : 28         | Racing 92 | Stade Marcel-Michelin, Clermont-Ferrand Zuschauer: 18.598 Schiedsrichter: Wayne Barnes (England) |
| 1. April 2018 14:00 MESZ | Versuche: Betham 33. n.erh. Straftritte: Parra (4/4) 5., 9., 17., 44. | (14:13) Bericht | Versuche: Nakarawa 24. erh. Andreu 63. erh. Palu 65. n.erh. Erhöhungen: Machenaud (2/3) Straftritte: Machenaud (3/4) 31., 40., 41. | Stade Marcel-Michelin, Clermont-Ferrand Zuschauer: 18.598 Schiedsrichter: Wayne Barnes (England) |

| 1. April 2018 15:30 WESZ | Leinster Rugby | 30 : 19         | Saracens | Aviva Stadium, Dublin Zuschauer: 51.700 Schiedsrichter: Jérôme Garcès (Frankreich) |
| 1. April 2018 15:30 WESZ | Versuche: Ringrose 3. erh. Leavy 46. erh. Lowe 57. erh. Erhöhungen: Sexton (2/2) McFadden (1/1) Straftritte: Sexton (3/3) 20., 33., 42. | (13:12) Bericht | Versuche: Cowan 63. erh. Erhöhungen: Farrell (1/1) Straftritte: Farrell (3/3) 11., 15., 26. Bosch (1/1) 34. | Aviva Stadium, Dublin Zuschauer: 51.700 Schiedsrichter: Jérôme Garcès (Frankreich) |

### Halbfinale
| 21. April 2018 15:30 WESZ | Leinster Rugby | 38 : 16        | Scarlets                                                                                       | Aviva Stadium, Dublin Zuschauer: 48.455 Schiedsrichter: Romain Poite (Frankreich) |
| 21. April 2018 15:30 WESZ | Versuche: Ryan 9. erh. Healy 26. erh. McFadden 39. erh. Fardy 49. erh. Sexton 59. erh. Erhöhungen: Sexton (5/5) Straftritte: Sexton (1/1) 18. | (24:9) Bericht | Versuche: Beirne 78. erh. Erhöhungen: Patchell (1/1) Straftritte: Halfpenny (3/3) 5., 21., 33. | Aviva Stadium, Dublin Zuschauer: 48.455 Schiedsrichter: Romain Poite (Frankreich) |

| 22. April 2018 16:15 MESZ | Racing 92 | 27 : 22        | Munster Rugby | Stade Chaban-Delmas, Bordeaux Zuschauer: 24.574 Schiedsrichter: JP Doyle (England) |
| 22. April 2018 16:15 MESZ | Versuche: Thomas 4. erh. Thomas 17. erh. Machenaud 21. erh. Erhöhungen: Machenaud (3/3) Straftritte: Machenaud (2/2) 25., 42. | (24:3) Bericht | Versuche: Zebo 62. n.erh. Marshall 75. erh. Conway 80. erh. Erhöhungen: Hanrahan (2/3) Straftritte: Keatley (1/1) 16. | Stade Chaban-Delmas, Bordeaux Zuschauer: 24.574 Schiedsrichter: JP Doyle (England) |

### Finale
| 12. Mai 2018 17:45 MESZ | Leinster Rugby                                                | 15 : 12       | Racing 92                                     | San Mamés, Bilbao Zuschauer: 52.282 Schiedsrichter: Wayne Barnes (England) |
| 12. Mai 2018 17:45 MESZ | Straftritte: Sexton (3/5) 16., 38., 53. Nacewa (2/2) 73., 78. | (6:6) Bericht | Straftritte: Iribaren (4/5) 3., 21., 44., 70. | San Mamés, Bilbao Zuschauer: 52.282 Schiedsrichter: Wayne Barnes (England) |

| 15                 | Rob Kearney         |     |
| 14                 | Jordan Larmour      |     |
| 13                 | Garry Ringrose      |     |
| 12                 | Robbie Henshaw      |     |
| 11                 | Isa Nacewa          |     |
| 10                 | Jonathan Sexton     |     |
| 09                 | Luke McGrath        | 61. |
| 08                 | Jordi Murphy        | 61. |
| 07                 | Dan Leavy           |     |
| 06                 | Scott Fardy         |     |
| 05                 | James Ryan          |     |
| 04                 | Devin Toner         |     |
| 03                 | Tadhg Furlong       | 66. |
| 02                 | Seán Cronin         | 61. |
| 01                 | Cian Healy          | 68. |
| Auswechselspieler: |                     |     |
| 16                 | James Tracy         | 61. |
| 17                 | Jack McGrath        | 68. |
| 18                 | Andrew Porter       | 66. |
| 19                 | Rhys Ruddock        |     |
| 20                 | Jack Conan          | 61. |
| 21                 | Jamison Gibson-Park | 61. |
| 22                 | Joey Carbery        |     |
| 23                 | Rory O’Loughlin     |     |
| Trainer:           |                     |     |
| Leo Cullen         |                     |     |

| 15                 | Louis Dupichot      | 30. 38.     |
| 14                 | Teddy Thomas        |             |
| 13                 | Virimi Vakatawa     |             |
| 12                 | Henry Chavancy      |             |
| 11                 | Marc Andreu         |             |
| 10                 | Patrick Lambie      | 3.          |
| 09                 | Teddy Iribaren      |             |
| 08                 | Yannick Nyanga      |             |
| 07                 | Bernard Le Roux     | 69.         |
| 06                 | Wenceslas Lauret    |             |
| 05                 | Leone Nakarawa      |             |
| 04                 | Donnacha Ryan       |             |
| 03                 | Cedate Gomes Sa     | 54.         |
| 02                 | Camille Chat        | 44. 54. 58. |
| 01                 | Eddy Ben Arous      | 54.         |
| Auswechselspieler: |                     |             |
| 16                 | Ole Avei            | 44. 54. 58. |
| 17                 | Wasil Kakowin       | 54.         |
| 18                 | Census Johnston     | 41.         |
| 19                 | Boris Palu          |             |
| 20                 | Baptiste Chouzenoux | 69.         |
| 21                 | Antoine Gibert      |             |
| 22                 | Rémi Talès          | 3.          |
| 23                 | Joe Rokocoko        | 30. 38.     |
| Trainer:           |                     |             |
| Laurent Labit      |                     |             |

## Statistik

### Meiste erzielte Versuche
Quelle: epcrugby.com
|    | Name            | Versuche | Verein                    |
| -- | --------------- | -------- | ------------------------- |
| 1. | Dan Evans       | 6        | Ospreys                   |
| 1. | Nemani Nadolo   | 6        | Montpellier Hérault Rugby |
| 3. | Donovan Armand  | 4        | Exeter Chiefs             |
| 3. | Gareth Davies   | 4        | Scarlets                  |
| 3. | Leone Nakarawa  | 4        | Racing 92                 |
| 3. | Alivereti Raka  | 4        | ASM Clermont Auvergne     |
| 3. | Jonathan Sexton | 4        | Leinster Rugby            |
| 3. | Anthony Watson  | 4        | Bath Rugby                |
| 3. | Simon Zebo      | 4        | Munster Rugby             |

### Meiste erzielte Punkte
|    | Name             | Punkte | Verein                |
| -- | ---------------- | ------ | --------------------- |
| 1. | Owen Farrell     | 92     | Saracens              |
| 2. | Maxime Machenaud | 85     | Racing 92             |
| 2. | Morgan Parra     | 85     | ASM Clermont Auvergne |
| 4. | Jonathan Sexton  | 79     | Leinster Rugby        |
| 5. | Ian Keatley      | 74     | Munster Rugby         |